# 三陽盛
三陽盛，是上海市的老字號食品企業，其歷史可追溯至1925年，當時主要經營南貨。1949年後一度被公私合營。2005年改制為上海三陽盛食品有限公司。2009年，三陽盛搬遷到南京西路1888號。